# Eurete lamellina
Eurete lamellina är en svampdjursart som beskrevs av Konstantin R. Tabachnick 1988. Eurete lamellina ingår i släktet Eurete och familjen Euretidae.
Artens utbredningsområde är havet kring Mikronesien. Inga underarter finns listade i Catalogue of Life.